# Universitat Laval

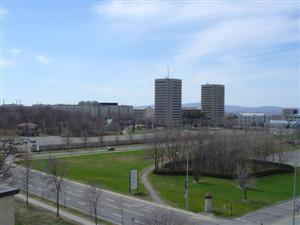
Campus universitari

La Universitat Laval, oficialment i en francès Université Laval, és una universitat ubicada a la ciutat de Quebec, al Canadà. Va ser fundada el 1633 com a Seminari de Québec pel bisbe, Sant Francesc de Laval, el primer bisbe de la Nova França. Aproximadament 36.000 estudiants hi estudien anualment en aquest centre, que ocupa una àrea d'uns 1,2 km². Entre els seus alumnes més destacats es troben Jean Chrétien, Louis Saint-Laurent i Brian Mulroney, tots tres Primer Ministre del Canadà. Compta amb 17 facultats.